# Власов, Василий Дмитриевич
Власов Василий Дмитриевич (1756—1840) — русский кораблестроитель, корабельный мастер.

## Биография
С 1771 по 1784 год обучался кораблестроительной архитектуре и участвовал в строительстве кораблей в Санкт-Петербургском адмиралтействе, затем в Англии.
В 1784 году разработал общий чертёж 100-пушечного корабля «Победа».
В 1788 году в Санкт-Петербургском адмиралтействе построил 8-пушечный катер «Надежный» для Балтийского флота. В 1789 году на кораблях эскадры адмирала В. Я. Чичагова плавал в Средиземном море, ведал их ремонтом.
С 1793 по 1796 год находился в Казанском адмиралтействе, строил для Каспийской флотилии 10-пушечные бомбардирские корабли «Кизляр» (спущен на воду в 1794 году) и «Моздок» (спущен на воду в 1795 году), 12-пушечный гребной фрегат «Царицын».
В 1799 году корабельный мастер гребных судов находился в Рыбинске, занимался заготовкой и закупкой корабельного леса для строительства судов, ведал строительством двух лесных магазинов.
В 1802 году строил в Казанском адмиралтействе гребные фрегаты, бомбардировочные корабли и катера. В том же году назначен членом Кронштадтской контрольной экспедиции.
В 1804 году на Кронштадтской верфи построил 8-пушечные катера «Бегун» и «Сокол» и 20-пушечный катер «Стрела».
Участвовал в обороне Кронштадта в русско-шведской войне (1808—1809).
Занимался изготовлением моделей кораблей. В 1818 году сделал модель из дерева и слоновой кости 36-пушечного фрегата «Гектор», которая предназначалась для Великого Князя Николая Павловича. Более 10 моделей кораблей Власова экспонируются В Центральном военно-морском музее в Санкт-Петербурге.